# Lamyra nikolaevi
Lamyra nikolaevi är en tvåvingeart som beskrevs av Pavel Lehr 1977. Lamyra nikolaevi ingår i släktet Lamyra och familjen rovflugor.
Artens utbredningsområde är Kazakstan. Inga underarter finns listade i Catalogue of Life.